# Sylviocarcinus pictus
Sylviocarcinus pictus is een krabbensoort uit de familie van de Trichodactylidae. De wetenschappelijke naam van de soort is voor het eerst geldig gepubliceerd in 1853 door H. Milne Edwards.